# Gibson (Arkansas)
Gibson é uma Região censo-designada localizada no estado americano do Arkansas, no Condado de Pulaski.

## Demografia
Segundo o censo americano de 2000, a sua população era de 4678 habitantes.

## Geografia
De acordo com o United States Census Bureau tem uma área de 21,4 km², dos quais 21,3 km² cobertos por terra e 0,1 km² cobertos por água.

## Localidades na vizinhança
O diagrama seguinte representa as localidades num raio de 16 km ao redor de Gibson.